# Окун, Ноам
Ноам Окун (ивр. נועם אוקון‎; англ. Noam Okun; родился 16 апреля 1978 года в Хайфе, Израиль) — израильский теннисист.

## Общая информация
Родителей Ноама зовут Игорь и Галит.
Окун в теннисе с 9 лет; любимое покрытие — хард; лучший удар — бэкхенд.

## Спортивная карьера
Ноам Окун начал играть в теннис в девятилетнем возрасте и вскоре был включён в специальную учебную программу Федерации тенниса Израиля. Кумирами Ноама в юности были Стефан Эдберг и Пит Сампрас. В 1994 году Окун впервые выступил в профессиональном теннисном турнире класса Satellite на территории Израиля. Дебют в турнирах классов ITF Futures и ATP Challenger состоялся в 1998 году. Уже в первую неделю сезона Окун выиграл «фьючерс» в Индии в парном разряде, где его партнёром был Йонатан Эрлих, а в конце года добился первой победы в «челленджере» — тоже в Индии и тоже в паре (на сей раз с Ниром Вельгрином, переиграв в финале другую израильскую пару. Первая победа во «фьючерсе» в одиночном разряде была одержана в середине 1999 года. Осенью того же года Окун впервые выступил за сборную Израиля в Кубке Дэвиса в матче с командой Украины, проиграв Андрею Медведеву и победив в последней, уже ничего не решавшей игре Орестa Терещукa. Вскоре после этого он пробился в Иерусалиме в первый за карьеру одиночный финал «челленджера» и закончил сезон во второй сотне рейтинга.
Стартовав в 2000 году с Открытого чемпионата Австралии, где проиграл Марку Филиппуссису в пяти сетах, Окун пропустил затем девять месяцев из-за операции колена и вернулся на корт только в октябре. За 2001 год он выиграл три «челленджера» в одиночном и один в парном разряде, вплотную приблизившись к первой сотне рейтинга и заработав за сезон почти 80 тысяч долларов. В июле Окун принёс сборной Израиля решающее очко в матче Кубка Дэвиса со сборной ЮАР, обыграв Маркоса Ондруску в пяти сетах; по ходу матча он вёл 2:0 по сетам и имел двойной матч-бол, дал африканцу вернуться в игру, но всё же одержал важную для команды победу, позволившую ей в дальнейшем вернуться из 2-й Европейско-азиатской группы в 1-ю. Сам Окун называет эту игру самой памятной в своей карьере. Рекордной для себя позиции в рейтинге — 95-й — он достиг к следующему апрелю, вскоре после выхода в четвертьфинал турнира АТР в Скоттсдейле, куда он попал, переиграв 59-ю ракетку мира Фернандо Мелигени и 26-ю ракетку мира Альберта Портаса. На Открытом чемпионате США он впервые вышел во второй круг турнира Большого шлема после победы над Игорем Куницыным, но там проиграл первой ракетке мира Ллейтону Хьюитту.
После 2002 года Окун уже не возвращался в первую сотню рейтинга и выступал в основном в «челленджерах». Среди наиболее успешных выступлений Ноама в этот период можно выделить победы в 2003 году над 15-й ракеткой мира Мартином Веркерком и 40-й ракеткой мира Арно Клеманом в 2003 году и выход в четвертьфинал турнира ATP в Индианаполисе в 2004 году после побед над тремя соперниками из первой сотни. В 2007 году он обыграл в матче Кубка Дэвиса против сборной Италии стоящего в рейтинге на 60 мест выше Симоне Болелли; израильтяне выиграли этот матч, а в конце сезона впервые после долгого перерыва вышли в Мировую группу Кубка Дэвиса.
Окун продолжал активные выступления до конца 2010 года, в дальнейшем появляясь лишь в одном «фьючерсе» за год, но в составе сборной Израиля сыграл в последний раз в 2013 году, когда из-за проблем с составом вышел на корт в матче с командой Франции. Его матч уже ничего не решал, поскольку французы вели в счёте 3:0, и он проиграл в двух сетах Микаэлю Льодра. С этим поражением баланс его результатов за сборную составляет 16 побед и 15 поражений в одиночном разряде и по одной победе и поражению в парном.

## Рейтинг на конец года
| Год  | Одиночный рейтинг | Парный рейтинг |
| 2012 | 1089              | 1095           |
| 2011 | 1024              | 1414           |
| 2010 | 355               | 1013           |
| 2009 | 258               | 295            |
| 2008 | 431               | 227            |
| 2007 | 246               | 314            |
| 2006 | 178               | 622            |
| 2005 | 194               | 341            |
| 2004 | 141               | 226            |
| 2003 | 168               | 184            |
| 2002 | 128               | 790            |
| 2001 | 117               | 210            |
| 2000 | 532               | 800            |
| 1999 | 187               | 246            |
| 1998 | 317               | 275            |
| 1997 | 599               | 341            |
| 1996 | 500               | 563            |
| 1995 | 930               | 1197           |
| 1994 | 1091              |                |

## Выступления на турнирах

### Финалы турниров в одиночном разряде

#### Финалы челленджеров и фьючерсов в одиночном разряде (17)

##### Победы (10)
| Условные обозначения |
| Челленджеры (5+10)   |
| Фьючерсы (5+2)       |

| Титулы по покрытиям | Титулы по месту проведения матчей турнира |
| ------------------- | ----------------------------------------- |
| Хард (8+8)          | Зал (0+2)                                 |
| Грунт (2+1)         | Зал (0+2)                                 |
| Трава (0)           | Открытый воздух (10+9)                    |
| Ковёр (0+2)         | Открытый воздух (10+9)                    |

| №   | Дата            | Турнир                    | Покрытие | Соперник в финале   | Счёт        |
| 1.  | 7 июня 1999     | Краков, Польша            | Грунт    | Бартломей Дабровски | 6-1 7-6     |
| 2.  | 7 мая 2001      | Иерусалим, Израиль        | Хард     | Микаэль Льодра      | 6-4 6-1     |
| 3.  | 25 июня 2001    | Андорра-ла-Велья, Андорра | Хард(i)  | Кристиан Финк       | 6-2 6-4     |
| 4.  | 5 ноября 2001   | Тайлер, США               | Хард     | Винсент Спейди      | 7-5 6-2     |
| 5.  | 9 августа 2004  | Бингемтон, США            | Хард     | Данай Удомчоке      | 6-3 4-6 6-1 |
| 6.  | 2 июля 2007     | Уиннетка, США             | Хард     | Кевин Андерсон      | 6-4 6-3     |
| 7.  | 26 января 2009  | Эйлат, Израиль            | Хард     | Харел Леви          | 6-4 6-4     |
| 8.  | 24 августа 2009 | Рамат-ха-Шарон, Израиль   | Хард     | Микал Стэтем        | 6-2 6-1     |
| 9.  | 31 августа 2009 | Рамат-ха-Шарон, Израиль   | Хард     | Милослав Мечирж     | 6-3 6-2     |
| 10. | 7 сентября 2009 | Рамат-ха-Шарон, Израиль   | Хард     | Маркус Даниэлл      | 7-6(4) 6-2  |

##### Поражения (7)
| №  | Дата             | Турнир               | Покрытие | Соперник в финале     | Счёт        |
| 1. | 1 июня 1998      | Дублин, Ирландия     | Трава    | Майкл Хилл            | 6-4 4-6 3-6 |
| 2. | 22 июня 1998     | Афины, Греция        | Ковёр    | Лиор Мор              | 4-6 1-6     |
| 3. | 19 апреля 1999   | Наманган, Узбекистан | Хард     | Олег Огородов         | 3-6 6-2 3-6 |
| 4. | 4 октября 1999   | Тель-Авив, Израиль   | Хард     | Слава Доседел         | 6-7(2) 3-6  |
| 5. | 19 февраля 2001  | Чандигарх, Индия     | Хард     | Деннис ван Схеппинген | 3-6 5-7     |
| 6. | 18 сентября 2006 | Лаббок, США          | Хард     | Сэм Куэрри            | 1-6 4-6     |
| 7. | 2 февраля 2009   | Эйлат, Израиль       | Хард     | Харел Леви            | Без игры    |

### Финалы турниров в парном разряде

#### Финалы челленджеров и фьючерсов в парном разряде (21)

##### Победы (11)
| №   | Дата             | Турнир                    | Покрытие | Партнёр        | Соперники в финале                   | Счёт           |
| 1.  | 29 декабря 1997  | Нью-Дели, Индия           | Хард     | Йонатан Эрлих  | Джейми Дельгадо Лиор Мор             | 6-7 7-6 7-6    |
| 2.  | 21 декабря 1998  | Ахмадабад, Индия          | Хард     | Нир Велгрин    | Ноам Бер Эяль Ран                    | 3-6 6-0 6-4    |
| 3.  | 13 сентября 1999 | Будапешт, Венгрия         | Грунт    | Харел Леви     | Даниэль Фиала Леош Фридль            | 6-4 4-6 6-2    |
| 4.  | 1 января 2001    | Сан-Паулу, Бразилия       | Хард     | Андре Са       | Седрик Кауффманн Флавио Саретта      | 6-4 1-6 6-4    |
| 5.  | 5 марта 2001     | Киото, Япония             | Ковёр(i) | Ноам Бер       | Келли Галлетт Брэндон Хок            | 6-3 7-5        |
| 6.  | 19 марта 2001    | Гамильтон, Новая Зеландия | Хард     | Ноам Бер       | Туомас Кетола Филиппо Мессори        | 7-6(4) 6-4     |
| 7.  | 30 июня 2003     | Кордова, Испания          | Хард     | Брэндон Купе   | Хуан-Игнасио Карраско Альберт Портас | 6-4 1-6 6-4    |
| 8.  | 31 мая 2004      | Таллахасси, США           | Хард     | Матиас Бёкер   | Марк Хлавати Брэд Уэстон             | 6-7(3) 6-3 6-4 |
| 9.  | 5 сентября 2005  | Стамбул, Турция           | Хард     | Харел Леви     | Давид Шкох Мартин Штепанек           | 6-4 7-5        |
| 10. | 14 июля 2008     | Аптос, США                | Ковёр(i) | Амир Вайнтрауб | Тодд Уидом Майкл Яни                 | 6-2 6-1        |
| 11. | 26 января 2009   | Эйлат, Израиль            | Хард     | Харел Леви     | Тим ван Терхейден Юрген Цопп         | 6-3 6-0        |

##### Поражения (10)
| №   | Дата            | Турнир                  | Покрытие | Партнёр        | Соперники в финале           | Счёт            |
| 1.  | 12 января 1998  | Индаур, Индия           | Хард     | Йонатан Эрлих  | Али Хамаде Эндрю Руэб        | 6-7 4-6         |
| 2.  | 5 октября 1998  | Тель-Авив, Израиль      | Хард     | Нир Велгрин    | Радек Штепанек Михал Табара  | 6-7 3-6         |
| 3.  | 7 мая 2001      | Иерусалим, Израиль      | Хард     | Ноам Бер       | Йонатан Эрлих Микаэль Льодра | 5-7 6-4 6-7(2)  |
| 4.  | 14 ноября 2004  | Братислава, Словакия    | Ковёр(i) | Йонатан Эрлих  | Симон Аспелин Грейдон Оливер | 6-7(5) 3-6      |
| 5.  | 11 июля 2005    | Аптос, США              | Ковёр(i) | Харел Леви     | Натан Хили Эрик Тайно        | 5-7 6-7(4)      |
| 6.  | 22 января 2007  | Дурбан, ЮАР             | Хард     | Штефан Боли    | Рик де Вуст Доминик Мефферт  | 4-6 2-6         |
| 7.  | 30 апреля 2007  | Лансароте, Испания      | Хард     | Дуди Села      | Люк Буржуа Рик де Вуст       | 3-6 1-6         |
| 8.  | 8 сентября 2008 | Донецк, Украина         | Хард     | Харел Леви     | Ксавье Малисс Дик Норман     | 6-4 1-6 [11-13] |
| 9.  | 7 мая 2012      | Рамат-ха-Шарон, Израиль | Хард     | Ноам Бер       | Чжэнь Ти Маркус Даниэлл      | 6-7(1) — отказ  |
| 10. | 14 мая 2012     | Рамат-ха-Шарон, Израиль | Хард     | Авив бен Шабат | Чжэнь Ти Маркус Даниэлл      | 0-6 2-6         |